# Костековское княжество
Костековское княжество (кум. Кёстек бийлик) — кумыкское государственное образование со столицей в Костеке, возникшее в ходе распада Эндиреевского ханства в начале XVIII века. Родоначальником костековских князей является внук Султан-Мута, эндиреевский князь Алиш Хамзин.

## Территория
Костековское княжество являлось третьим по величине из кумыкских княжеств в Засулакской Кумыкии, уступая Эндиреевскому владению, являвшегося крупнейшим из них, а так же Аксаевскому княжеству.

## История

### Основание и ранняя история
Причинами выделения Костековского княжества были нараставшие противоречия между родственниками Султан-Мута, а также торгово-экономическое развитие города. 
Костековское княжество основано в начале XVIII века как осколок Эндиреевского ханства. Столицей княжества был Костек. 
По данным кандидата исторических наук А. И. Гаджиевой, в первой четверти XVIII века князем Костековского владения был Гирей или Бурчи Бий (кум. Бий — князь), «который изменил России, и опасаясь расправы, бежал в горы». Следствии данного побега, его владение перешло эндиреевскому владельцу Алиш Хамзину, правнуку Султан-Мута Эндиреевского. От Алиш Хамзина пошла фамилия последующих  костековских князей (биев) — Хамзаевы или Алишевы. 
По данным кумыкского генерала, участника Кавказской, Крымской и Русско-турецких войн, мецената  М. М. Шихалиева, в начале XIX века, в случае войны Костек мог выставить до 600 вооруженных людей.
По данным М-П. Б. Абдусаламова, в XVIII веке во главе всех княжеств Засулакской Кумыкии (включая и Костековское) стоял старший князь. Управлением засулакскими владениями осуществлялось выборным советом князей. Высшим органом управления в кумыкских владениях являлись советы биев (князей), куда входили по одному представителю из каждого княжества. Во главе совета стоял «Уллу Бий» (кум. Уллу Бий — главный князь).
«Уллу Бий» (главный из князей) — верховный правитель и главнокомандующий в период войн. «В каждом из трёх кумыкских владений  Засулакской Кумыкии уллу бий управлял княжества совместно со своими родственниками биями (князьями)»..
До разделения Эндиреевского владения, в Засулакской Кумыкии был один уллу-бий, а после образования трех владений из Эндиреевского,  стали выбирать двух старших князей – в Эндирее и в Аксае. По данным М-П. Абдусаламова Б.В Эндирее и в Костеке был один уллу-бий. В середине XVIII века в Костековском княжестве правил эндиреевский князь Алиш Хамзин.
Уллу-биев выбирали из числа правящих фамилий в кумыкских владениях. В своих владениях они обладали большими привилегиями. По мнению к.и.н М-П. Б. Абдусаламова, «власть уллу-биев в своих владениях носила номинальный характер». Решение разных вопросов в обществе выносилось на совет князей..
Для решений социальных вопросов собиралось так же и само общество (джамаат). Вопросы разбирались по адату (традициям) и шариату. Физические преступления, а так же хищничество решалось по адату, а по шариату решались духовные дела, куда так же входили вопросы по имуществу, завещанию,  опеке и купли-продажи (включая и рабов) и др.
Во всех трех владениях Засулакской Кумыкии кадии имели влияние. Ни один вопрос не разбирался без их участия. В каждом владении были бегеулы («десятники»).
В 1810 г. был создан городовой суд в Эндирее. На заседании участвовали кадии, старики из узденей, а так же комендант крепости Внезапной, находившаяся рядом с Эндиреем. Функция Эндиреевского городского суда заключался в решении социальных вопросов всех владений в Засулакской Кумыкии, будь то по шариату или адату, в присутствии представителей всех княжеств.
В деле сельских управлений исследователь Б. Г. Алиев писал:
 
Сельское управление осуществляли местные административные лица: а) карты, избираемые из самых почетных и уважаемых жителей села, а также б) чауши и бегаулы, следившие за порядком в населенном пункте
В 1827 году засулакские княжества прекратили свое существование и окончательно вошли в состав Российской империи. Управление было передано главному кумыкскому приставу, которым стал кумыкский князь Муса Хасав Уцмиев.